# Leonard White
Leonard White (Century, 21 febbraio 1971) è un ex cestista statunitense.

## Carriera
Scelto dai Los Angeles Clippers al secondo giro del draft NBA 1993 come 53ª scelta assoluta, non ha però mai esordito in NBA.
Dal 2007 al 2010 ha militato nei Tacoma Tide in International Basketball League. In precedenza ha militato in numerose squadre, tra le quali: Seul SK Knights, Dodge City Legend, Meralco Bolts, Cocodrilos de Caracas, Yakama Sun Kings.

## Palmarès
- Campione USBL (2005)
- 2 volte campione CBA (2006, 2007)
- All-CBA First Team (2004)
- CBA All-Defensive First Team (2004)